# 손범준
손범준(1993년 8월 5일 ~)은 대한민국의 배우다. 2013년 드라마 《빠스껫 볼》로 데뷔했다.

## 방송
- 슈퍼스타K4 (2012) - Top42
- 빠스껫 볼 (2013) - 황복주 역
- 발칙하게 고고 (2015) - 차승우 역
- 풍선껌 (2015) - 리환의 환자 야구선수 역

## 공연
- 아들 (2016) - 준석 역